# Prelude FLNG
Prelude FLNG es una plataforma flotante para la extracción, procesamiento, almacenamiento y manejo de gas natural, desarrollada por la compañía neerlandesa Royal Dutch Shell.
Con 488 metros de eslora y 74 metros de manga, es la plataforma flotante más grande jamás construido. Para su construcción se utilizaron más de 260 000 toneladas de acero. En operación, podría llegar a pesar más de 600 000 toneladas; más de cinco veces el peso del portaaviones más grande.
El casco fue botado en diciembre de 2013.

## Construcción
La estructura principal del barco de doble casco fue construida por el consorcio Technip Samsung en los astilleros de Samsung Heavy Industries en Geoje, Corea del Sur. La construcción "oficialmente" comenzó cuando la primera pieza de metal fue cortada para la subestructura en octubre de 2012. El sistema de amarre, la torreta y otros equipos como los pozos se construyeron en diferentes lugares del mundo.
El equipo submarino fue construido por FMC Technologies, y Emerson fue el principal proveedor de sistemas de automatización. Los analistas estiman que el costo de la embarcación fue de entre 10 800 y 12 600 millones de dólares.

## Operaciones
El sistema del Prelude es usado en los campos de gas natural a 200 km de la costa australiana y con una esperanza de vida prevista de 25 años.  Para poder inic
El gas natural se extrae de los pozos y se licúa (por refrigeración a –162 °C) en el interior del barco, que es como una refinería de gas. La capacidad de producir y descargar gas natural licuado (GNL) a los grandes buques metaneros en alta mar es una innovación importante, lo que reduce los costes, el tiempo y elimina la necesidad de construir los largos gasoductos a las plantas de procesamiento de GNL en tierra, para luego cargar con gas a los barcos cisterna de transporte de gas LNG y llevarlo a los centros de consumo. Los barcos metaneros son abastecidos directamente en el mar desde el Prelude. Sin embargo, ajustar todos los equipos en una sola instalación flotante fue un gran desafío. Produce 110 000 BEP por día (un BEP equivale aproximadamente a 5.800 pies cúbicos de gas natural). El barril equivalente de petróleo (BEP) es una unidad de energía equivalente a la energía liberada durante la quema de un barril aproximadamente (42 galones estadounidenses o 158,9873 litros) de petróleo crudo. 
El sistema está diseñado para soportar ciclones de categoría 5.
El proyecto es una empresa conjunta con KOGAS e Inpex.
En junio de 2019, para poder iniciar operaciones, el Prelude recibió una carga de GNL del metanero Gallina.